# تيم ليغات
تيموني ويليام ليجات هو كاتب إنجليزي، ومستشار أكاديمي وإعلامي. عمل ليجات في شركة P&O Steam Navigation Company في كالكوتا، الهند 1958-1959. كان مدرسًا أول في كينجز كوليدج، كامبريدج، في الفترة ما بين 1973-1981. كان مراقب التخطيط في شركة رويال شكسبير، لندن وستراتفورد في ما بين 1984-1988. كما عمل في المسرح بما في ذلك" Wild Honey" في عام 2001.

## كتبه
- طلاب الكومنولث الجدد في بريطانيا: مع إشارة خاصة إلى الطلاب من شرق إفريقيا / P.E.P.، التخطيط السياسي والاقتصادي 1965.[5]
- النظرية الاجتماعية والبحث المسحي: التغيير المؤسسي والسياسة الاجتماعية في بريطانيا العظمى، منشورات سيج، 1974 (محررة).[6]
- تطور النظم الصناعية، كروم هيلم ،1985 ؛ أعيد نشره بواسطة روتليدج 2019.[7]

- التواصل مع إي إم فورستر : مذكرات،مطبعة هسبيروس 2012.[8]